# Emma Watsonová
Emma Watsonová, celým jménem Emma Charlotte Duerre Watson, (* 15. dubna 1990 Paříž) je britská herečka a modelka, která ztvárnila roli Hermiony Grangerové ve filmové sérii Harry Potter o bradavickém kouzelníkovi.

## Život
Narodila se v Paříži anglickým právníkům Chrisovi a Jacqueline Watsonovým. Její babička je Francouzka. Po rozvodu rodičů od pěti let žila se svou matkou a bratrem v Oxfordu v Anglii. Od útlého dětství se projevoval její zájem o herectví, a proto vystupovala v řadě divadelních představení, ve školních hrách, v sedmi letech vyhrála recitační soutěž. Její první filmovou příležitostí se stala role Hermiony Grangerové ve filmu Harry Potter a Kámen mudrců ve věku jedenácti let.
Poprvé se zamilovala při natáčení prvních dvou dílů série o Harrym Potterovi do Toma Feltona, který hrál Draca Malfoye. Ve dvaceti letech se podruhé zamilovala do o šest let staršího britského herce Jaye Barrymoreho. Na začátku ledna 2014 se po dvou letech rozešla s bohatým dědicem Willem Adamowitzem, kterého poznala při svém ročním studijním pobytu v Oxfordu. V roce 2014 se jejím přítelem stal o dva roky mladší Matthew Janney, student z Oxfordu a hráč ragby.
Od roku 2009 studovala anglickou literaturu na Brownově univerzitě v Providence na Rhode Islandu v Nové Anglii. Vedle toho začala studovat i psychologii a filosofii. Dne 25. května 2014 odpromovala. Během studií absolvovala roční studijní pobyt v Oxfordu. K tomu, že opravdu chce být herečkou, dospěla až na univerzitě. V roce 2014 se stala velvyslankyní dobré vůle OSN pro ženy.

## Filmová kariéra

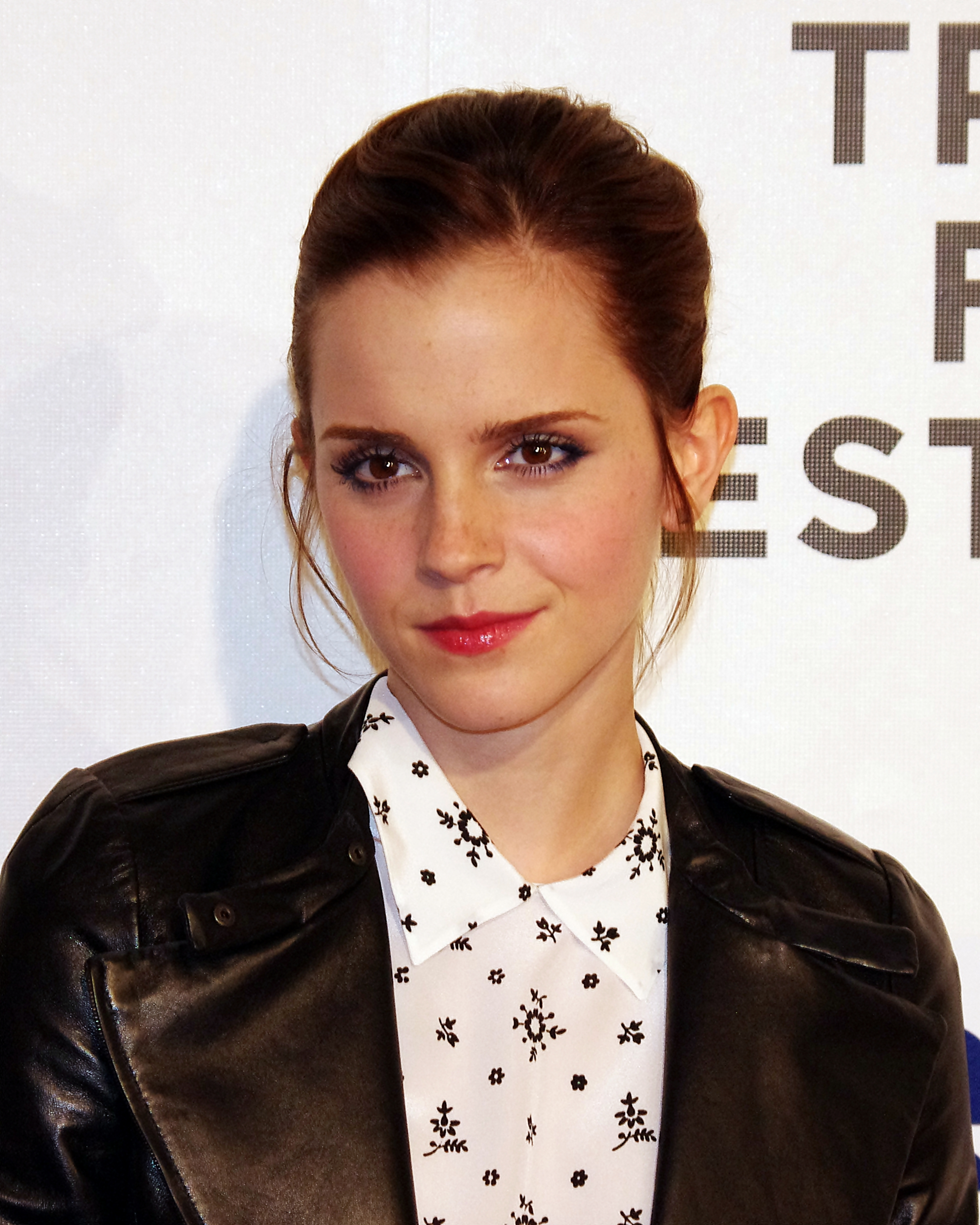
Emma Watsonová na premiéře filmu Zasažen bleskem v roce 2012

### Harry Potter
V roce 1999 se objevila na castingu první části série Harryho Pottera Harry Potter a Kámen mudrců, filmové adaptaci stejnojmenné knihy britské spisovatelky J. K. Rowlingové. Byla objevena hlavně díky své učitelce divadla a brzy všechny ohromila svojí sebejistotou. J. K. Rowlingová byla Emmou Watsonovou v roli Hermiony od začátku nadšená.
Uvedení filmu Harry Potter a Kámen mudrců v roce 2001 bylo filmovým debutem Watsonové. Film se okamžitě vyšplhal na první příčku žebříčku sledovanosti. Kritika chválila herecké výkony všech tří hlavních postav, které ztvárnili Emma Watsonová, Daniel Radcliffe a Rupert Grint, zvláště však byl zdůrazňován její herecký projev. Deník The Daily Telegraph označil její výkon za velkolepý. Za roli Hermiony Grangerové byla nominována na pět cen, z nichž skutečně vyhrála cenu za hlavní ženskou roli v kategorii mladých umělců.
O rok později se stala opět Hermionou, tentokrát v druhém dílu potterovské série – Harry Potter a Tajemná komnata. Ačkoliv kritiky filmu se lišily, většina z nich byla pozitivní díky výkonům hlavních postav. List Los Angeles Times uvedl, že ona a její kolegové během druhého dílu dozráli, zatímco The Times kritizoval režiséra Chrise Columbuse za to, že role Hermiony je v tomto díle příliš nevýrazná. Od německého časopisu pro mládež Bravo za svůj výkon obdržela Cenu Otto.
V roce 2004 byl uveden třetí díl filmové série – Harry Potter a vězeň z Azkabanu. Ačkoliv kritiky označily Daniela Radcliffa za příliš prkenného, byla za roli Hermiony chválena. The New York Times pěl chválu na její výkon, uvedl: „Naštěstí umírněnost pana Radcliffa je vyvážena netrpělivostí a netečností slečny Watsonové. Harry může dát na obdiv své čarodějné dovednosti, ale Hermiona, ta sklízí potlesk za to, že naprosto nezkušeným a spontánním úderem zlomí Dracu Malfoyovi nos. Ačkoliv Harry Potter a vězeň z Azkabanu byl označen za nejméně výdělečný film ze série Harryho Pottera, její výkon pro ni znamenal dvě ocenění Otto a cenu za dětskou roli roku, jednu z cen, které každoročně uděluje časopis Total Film.
S dalším dílem s názvem Harry Potter a Ohnivý pohár „potterovská série“ překročila další milník ve světě filmu. Kritiky chválily rostoucí zralost její i jejích hereckých kolegů. The New York Times označil její výkon za „dojemně opravdový“. Ze tří nominací získala bronzovou cenu Otto. Později toho roku se stala nejmladší osobností, která se kdy objevila na titulní stránce časopisu Teen Vogue.
V roce 2006 dostala roli Hermiony ve hře Queen's Handbag (Královnina kabelka), speciální miniepizodě seriálu o Harrym Potterovi, dávané na počest 80. narozenin královny Alžběty II.
Pátý díl Harryho Pottera s názvem Harry Potter a Fénixův řád byl uveden do kin v roce 2007. Film sklidil obrovský finanční úspěch. Celosvětové tržby během jednoho víkendu dosáhly 332,7 milionů amerických dolarů. Vzhledem ke své rostoucí proslulosti a úspěchu celé potterovské série byli ona sama i její herečtí kolegové Daniel Radcliffe a Rupert Grint požádáni, aby zanechali otisky svých rukou, nohou a kouzelných hůlek před kinem Grauman's Chinese Theatre v Hollywoodu.
Šestý díl Harryho Pottera s názvem Harry Potter a Princ dvojí krve, byl prvně promítán v roce 2009 (knižní předloha vyšla 16. července 2005, a stala se nejrychleji prodávanou knihou své doby – v USA za 24 hodin bylo prodáno 6,9 milionů výtisků). S náklady 250 mil. dolarů byl jedním z nejdražších filmů celé série (z premiér utržil 22 mil. dolarů). Režisérem byl David Yates; v USA byl promítán s ratingem PG („některé scény nejsou vhodné pro děti“). Film byl fanoušky přijat vcelku kladně, kritici už však takovou chválou šetřili. Radomír Kokeš (Aktuálně.cz) například napsal, že film je určité zklamání a pouze odsouvá (zbytečně vysvětluje) finále série po „nadupaném“ pátém dílu. Alena Prokopcová hodnotí šestý díl jako nejslabší (naproti tomu fanoušci i samotná autorka J. K. Rowlingová jej hodnotí jako jeden z nejsilnějších). David Hanuš (blog.IDnes.cz) pak poukazuje na pouhé „vykradení“ hudebních motivů Nicholasem Hooperem, který nepřichází s ničím originálním, oproti Johnu Williamesovi. A nakonec Jakub Leníček (Rozhlas.cz) rovnou nabádá diváky, kteří nejsou „políbeni“ světem Harryho Pottera, aby na film do kin rovnou nechodili. Výkony herců jsou hodnoceny stejně, jako v předchozích dílech – kritici si více všímají přirozeného herectví Emmy Watsonové, ale i Ruperta Grinta, a do budoucna od nich očekávají hodnotné herecké vystoupení.
Sedmý díl Harryho Pottera s názvem Harry Potter a relikvie smrti byl knižně vydán v roce 2007, a okamžitě se stal nejprodávanější knihou své doby (11 mil. výtisků za 25 h, čímž překonal předchozí díl). Z důvodu velkého rozsahu příběhu se producenti rozhodli knihu zfilmovat na pokračování (natáčet se začalo v únoru 2009, natáčení probíhalo souběžně, první díl měl premiéru 11. listopadu 2010, druhý pak 7. července 2011; režisérem byl opět David Yates; náklady byly 250 mil. dolarů).
Rozdělení knižní předlohy na 2 filmy bylo často terčem polemiky – vzhledem k rozsahu knihy to však bylo takřka nutností. Emma Watson (Hermiona Grangerová) zde vynikla ve scéně, která paradoxně chybí v knize – tanec s Danielem Radcliffem (Harry Potter) ve stanu při hledání viteálů (sama autorka J. K. Rowlingová prohlásila, že se jedná o její nejoblíbenější scénu). Diváci se také dočkali (konečně) „líbací scény“ mezi Emmou Watsonovou a Rupertem Grintem (Ron Weasley), o které Emma prohlásila, že se jí bála kvůli jejich přátelství – oba ji nakonec filmově zvládli velmi dobře. Po konci natáčení nakonec pomáhala Rupertovi všem členům štábu rozdávat zmrzlinu, kterou spolu s ním točila v jeho zmrzlinářském autě. Jedná se také o jediný film (Relikvie smrti 2), kde Emma Watson létá na koštěti. Po poslední klapce si pak herečka symbolicky ostříhala své dlouhé vlasy. Druhý díl je také jediný z celé ságy, který překročil ve svých tržbách magickou hranici 1 mld. dolarů (za první 3 týdny v kinech).
Samotné kritiky na oba dva díly se různí – fanoušci, ale i kritici vyzdvihují spíše Relikvie smrti 2. První díl je spíše označován za „teenagerovský“, ale vyzrálý, kdy například Emma Watson podává své emoce velice opravdově (Milan Klíma). Další názory zohledňují nemožnost strhujícího děje kvůli absenci finále, kterého se divák dočká až ve druhém díle (Jakub Miller, Simona Schröderová). Pro druhý díl se můžeme také setkat s negativní kritikou (Radomír Kokeš označuje oba díly za „blbé“). Značně však převládají kladné kritiky, které si především všímají dospělosti, vyzrálosti a „ženskosti“ Emmy Watson. Setkáme se i s názorem, že Relikvie smrti – část 2 jsou „opravdu skvělá podívaná“.
V epilogu Harry Potter a Relikvie smrti – část 2 objeví Hermiona Grangerová (Emma Watson) o 19 let starší, a to jako manželka Rona Weasleyho (Rupert Grint), jak doprovázejí své děti na „nástupiště 9 a 3/4“. Hraje zde však menší roli, neboť epilog je zaměřený na vztah mezi Harrym Potterem (Daniel Radcliffe) a jeho druhým synem Albusem Severusem Potterem. Následuje děj, který rozpracovává „co bylo dál“, který nebyl zfilmován. J. K. Rowlingová ho spolu s dalšími napsala jako divadelní scénář ke hře Harry Potter a prokleté dítě (ve kterém však už Emma Watson nehraje). V té době je Hermiona Grangerová ministryní kouzel.

### 2012–současnost
V roce 2012 se objevila ve filmové adaptaci stejnojmenného románu Charlieho malá tajemství. V roce 2013 si zahrála po boku Setha Rogena a Jamese Franca ve filmu Apokalypsa v Hollywoodu a ve filmu natočeného podle skutečné události Bling Ring: Jako VIPky. V roce 2013 natočila film Noe. V roce 2013 byla zvažována do role Popelky ve stejnojmenném filmu, roli nakonec získala Lily James. Ve stejném roce byla jmenovaná magazínem GQ Ženou roku. V roce 2015 si zahrála ve thrillerech Kolonie a Regresión. Oba filmy získaly převážně negativní reakce od kritiků. V roce 2017 získala roli Krásky ve filmu Kráska a zvíře, po boku Dana Stevense jako zvířete. Film se stal druhým nejvýdělečnějším filmem roku 2017 s výdělkem přes 1,2 miliardy dolarů. Je čtrnáctým nejvýdělečnějším filmem všech dob. Ve stejném roce měl také premiéru film The Circle, ve kterém hrála po boku Toma Hankse. V srpnu 2018 bylo oznámeno, že získala roli Meg March ve filmové adaptaci Grety Gerwigové Malé ženy.

## Modeling
S rostoucím věkem se Emma Watsonová začala čím dál tím více zajímat o módu. Prohlásila, že módu považuje za velmi podobnou umění, které studovala ve škole. V roce 2008 britský tisk uvedl, že by měla nahradit tvář Keiry Knightleyové pro módní značku Chanel. Tato informace však byla zcela popřena oběma stranami. V červnu 2009 potvrdila Watsonová, že se stane partnerkou a tváří nové kampaně společnosti Burberry. Později se objevila také na módní přehlídce Burberry 2010 Jaro/Léto po boku svého bratra Alexe, muzikantů George Craiga, Matta Gilmoura a Maxe Hurda.

## Filmografie
| Rok  | Název                                  | Role                    | Poznámky          |
| ---- | -------------------------------------- | ----------------------- | ----------------- |
| 2001 | Harry Potter a Kámen mudrců            | Hermiona Grangerová     |                   |
| 2002 | Harry Potter a Tajemná komnata         | Hermiona Grangerová     |                   |
| 2004 | Harry Potter a vězeň z Azkabanu        | Hermiona Grangerová     |                   |
| 2005 | Harry Potter a Ohnivý pohár            | Hermiona Grangerová     |                   |
| 2007 | Harry Potter a Fénixův řád             | Hermiona Grangerová     |                   |
| 2007 | Baletní střevíčky                      | Pauline Fossil          | televizní film    |
| 2008 | Příběh o Zoufálkovi                    | Princezna Hráška (hlas) |                   |
| 2009 | Harry Potter a Princ dvojí krve        | Hermiona Grangerová     |                   |
| 2010 | Harry Potter a Relikvie smrti – část 1 | Hermiona Grangerová     |                   |
| 2011 | Můj týden s Marilyn                    | Lucy Armstrong          |                   |
| 2011 | Harry Potter a Relikvie smrti – část 2 | Hermiona Grangerová     |                   |
| 2012 | Charlieho malá tajemství               | Sam                     |                   |
| 2013 | Apokalypsa v Hollywoodu                | Emma Watson             |                   |
| 2013 | Bling Ring: Jako VIPky                 | Nicki Moore             |                   |
| 2014 | Noe                                    | Ila                     |                   |
| 2015 | Regresión                              | Angela Gray             |                   |
| 2015 | Kolonie                                | Lena                    |                   |
| 2015 | The Vicar of Dibley                    | Reverend Iris           | televizní program |
| 2017 | The Circle                             | Mae Holland             |                   |
| 2017 | Kráska a zvíře                         | Belle                   |                   |
| 2019 | Malé ženy                              | Meg March               |                   |

## Citáty
„Empatie a schopnost používat vaši představivost by neměla mít žádné hranice.“